# CIFAR

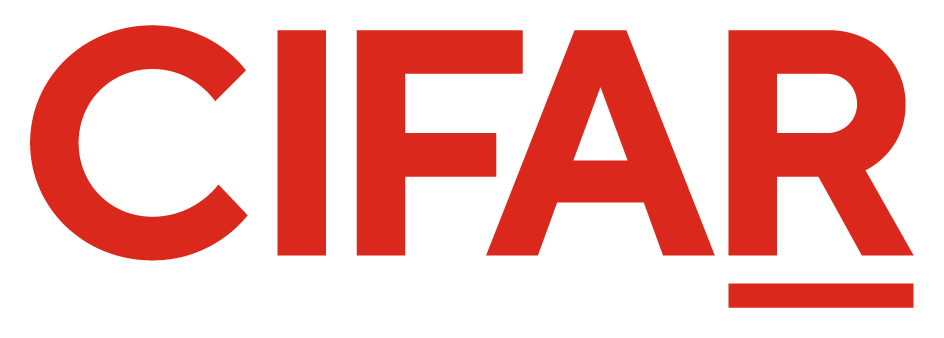

CIFAR(Canadian Institute for Advanced Research)은 중요하고 복잡한 문제를 해결하기 위해 전 세계 최고의 연구자들로 구성된 팀을 하나로 모으는 캐나다에 본사를 둔 글로벌 연구 조직이다. 1982년에 설립되었으며 개인, 재단, 기업의 지원을 받고 있으며 캐나다 정부와 앨버타주 및 퀘벡주에서도 자금을 지원하고 있다.

## 역사
이 단체가 발족된 이후로 20명의 노벨상 수상자가 CIFAR와 연결되었다.
- 조지 애컬로프
- 시드니 올트먼
- 필립 워런 앤더슨
- 케네스 애로
- 윌러드 보일
- 월터 길버트
- 릴런드 H. 하트웰
- 대니얼 카너먼
- 브라이언 코빌카
- 로버트 B. 로플린
- 앤서니 레깃
- 아서 B. 맥도널드
- 로저 마이어슨
- 제임스 피블스
- 존 폴라니
- 리처드 J. 로버츠
- 폴 로머
- 마이클 스미스 (화학자)
- 에릭 F. 위샤우스
- 데이비드 J. 와인랜드